# Войнилівська височина
Войни́лівська височина́ — передгірна височина в Передкарпатті, на межиріччі Лімниці та Сівки (обидві — притоки Дністра). Розташована в північній частині Івано-Франківської області (у межах Калуського та Галицького районів). На західних схилах височини розташоване селище Войнилів (звідси й назва височини). 
Переважні висоти 300–350 м, максимальна — 365 м (г. Копанка). Характерні денудаційно-акумулятивні форми рельєфу. Переважають високотерасні месцевості з хвойно-широколистяними лісами на дерно-середньопідзолистих ґрунтах (лісистість бл. 30 %). Є яри, зсуви. Низькі тераси Дністра, Лімниці, Сивки — під сільгоспугіддями. 
Північно-східна частина Войнилівської височини розташована в межах Галицького національного природного парку.